# Tachocline-Region

An der Tachocline bei etwa 0,7 des Sonnenradius beginnt die differentielle Rotation der Sonne.

Die Tachocline-Region oder kurz Tachocline ist ein Begriff aus der Solarphysik. Sie bezeichnet den Übergangsbereich zwischen zwei Zonen der Sonne, die sich durch ihre Rotation unterscheiden:
- das Sonneninnere rotiert wie ein starrer Körper mit einer Rotationsperiode von etwas weniger als 27 Tagen[1]
- die äußeren Bereiche rotieren mit 25,4 Tagen am Äquator und 36 Tagen an den Polen.

Die Tachocline ist daher durch eine hohe differentielle Rotation gekennzeichnet. Sie weist eine Dicke von etwa rt = 0,04 Sonnenradien auf (Angaben variieren aufgrund unterschiedlicher Definitionen).
Die Tachocline ist in Äquatornähe um rt = 0,693±0,003 R☉ und bei 60° um rt = 0,717±0,003 R☉ zentriert (prolate Form). Damit befindet sich die Tachocline in der Nähe der Grenzfläche zwischen Strahlungszone und Konvektionszone, die bei rt = 0,713±0,003 R☉ liegt, bei der bisher aber keine Variation mit der solaren Breite festgestellt wurde.